# پرویز بابایی
پرویز بابایی (زاده ۴ بهمن ۱۳۱۱ – درگذشته ۱۸ فروردین ۱۴۰۳) مؤلف و مترجم ایرانی بود.

## زندگی‌نامه
بابایی، نویسنده چپ‌گرا بود، وی در دوران نوجوانی به حزب توده ایران پیوست و در سال ۱۳۲۸ به زندان رفت، و در ۲۸ مرداد ۱۳۳۲ از منتقدان حزب توده ایران شد و باز هم چندین مرتبه به زندان رفت و زبان انگلیسی را آموخت و ترجمه آثار چپ و مارکسیستی را ترجمه می‌کرد.
او یکی از فعالان کانون نویسندگان ایران نیز بوده است.